# Fatali Khan Khoyski
Fatali Khan Iskender oglu Khoyski (7 de desembre de 1875, Shaki - 19 de juny, 1920, Tbilisi) fou un prominent polític àzeri que va servir com a primer ministre de la República Democràtica de l'Azerbaidjan.
Era de família noble, fill d'un militar tsarista. Estudià dret a Moscou i el 1907 fou diputat a la Duma pel partit kadet, defensant els drets dels musulmans. Del 1907 al 1917 es dedicà al dret i aleshores formà part de Musavat. El desembre del 1917 fou diputat al Seim de Transcaucàsia, però el maig del 1918 serà el president de la República de l'Azerbaidjan. Creà la Universitat de Bakú i es negà a combatre Anton Denikin. Quan els bolxevics entraren a Bakú fugí cap Tbilisi, on fou assassinat per militants armenis en l'Operació Nèmesi per la seva responsabilitat en el genocidi armeni.